# Mitjans de comunicació de Badalona
Els mitjans de comunicació de Badalona han estat i són entitats periodístiques de caràcter privat i públic destinades a cobrir les notícies diàries i els succesos polítics, econòmics, socials, esportius i culturals relacionats a la societat de Badalona (Barcelonès). Algunes d'elles també cobreixen els altres municipis del Barcelonès Nord, una subcomarca que compren Badalona, Sant Adrià de Besòs, Santa Coloma de Gramenet, al Barcelonès, i Tiana i Montgat, al Maresme.

## Història
La premsa, escrita fins a l'aparició de la televisió, a Badalona no va mostrar-se molt duradora, molts dels diaris i revistes aparegudes en el període des de 1868 fins al final de la guerra civil duraven pocs anys, alguns no passaven més enllà de l'any de vida. Les publicacions eren redactades i editades per una gran varietat d'associacions i entitats, com centres catòlics, obrers o republicans, i també, òbviament, fundades per particulars, d'entre les quals destaca per la seva duració L'Eco de Badalona.
L'Eco de Badalona
La publicació històrica de la ciutat de Badalona va ser L'Eco de Badalona, apareguda l'any 1868. El seu fundador va ser Francesc Planas i Casals, amb el suport d'alguns badalonins, com Jaume Solà i Seriol (1845-1880), sacerdot i historiador, i Pere Renom i Riera. Va tancar per causes deficitàries l'any següent, el 1869.
La segona edició de L'Eco de Badalona va ser l'any 1878, establint fins i tot la primera impremta de Badalona per a la confecció de la revista. La seva publicació va aconseguir arribar fins a l'any 1936. Posteriorment es transformà en un setmanari esportiu.
L'Eco de Badalona, va tenir col·laboracions literàries molt valuoses i va celebrar diversos Jocs Florals ens els quals aconseguiren premis en Joan Maragall, Antoni Bori i Fontestà, Frederic Soler i altres escriptors de renom. A la mort de Francesc Planas i Casals el 15 de febrer de 1911, el seu fill, Antoni Planas i Carreté, continuà al front de la revista, així com el seu net Antoni Planas i Viscarri.
Badalona Comunicació
L'any 2000, neix el grup de comunicació municipal de Badalona, "Badalona Comunicació" amb capital públic i privat. D'aquest grup en depenen: Radio Ciutat de Badalona, Televisió de Badalona, la revista Bétulo i el festival internacional de curtmetratges Filmets.

## Mitjans

### Audiovisuals
Televisió de Badalona
És la televisió municipal de la ciutat de Badalona, gestionada pel grup de comunicació municipal, Badalona Comunicació. Té emissions regulars des de l'any 2000 i una cobertura comarcal a l'àrea del Barcelonès a través de la TDT.

## Premsa escrita
Revista Bétulo
És la revista municipal de Badalona editada pel grup de comunicació de l'Ajuntament de Badalona, Badalona Comunicació. Tracta sobre notícies d'àmbit local i tenen una columna d'opinió els diferents grups municipals de la ciutat. S'edita regularment des de l'any 2000.
Tot Badalona, Montgat i Tiana
Era un setmanari gratuït badaloní editat pel grup editorial Subirats & Subirats Editors. Tenia una tirada de 23.000 exemplars i donava cobertura informativa a tres municipis: Badalona, Montgat i Tiana. Va aparèixer del 24 de gener de 1983 fins al 10 d'abril del 2015.
De Tot i Més
Setmanari, successor de Tot Badalona des del 17 abril del 2015, editat per Diari de Barcelona
Línia Badalona
És una publicació en paper i en digital de notícies locals gestionada per grup Comunicació21 amb una tirada 400.000 exemplars. La seva periodicitat és mensual i pertany al sector de premsa local gratuïta en català. Tenen edició a altres barris metropolitans com Línia Vallés o Línia Sants.
Badalona 2000
És una publicació en paper de notícies locals gestionada per Grup Ferga, S.L. s'edita des de l'any 1989.
Diari de Badalona (BNS)
És una publicació en paper i en digital de notícies locals gestionada per Enter Gestió Comunicativa S.L. Té edicions homòlogues també als municipis de Sant Adrià de Besòs i Santa Coloma de Gramenet.
El Punt (edició Barcelonés Nord)
És una publicació de pagament editada pel Grup Hermes Comunicacions de periodicitat diària que va resultar de la fusió de dos gran mitjans de premsa escrita en català, per un costat el diari Avui i El Punt. La seva edició del Barcelonès Nord inclou notícies relacionades amb la ciutat de Badalona. Té la seva versió digital amb uns 640.000 usuaris a la xarxa i una tirada en rotativa d'uns 32.714 exemplars.

## Radiofònics
Ràdio Ciutat de Badalona

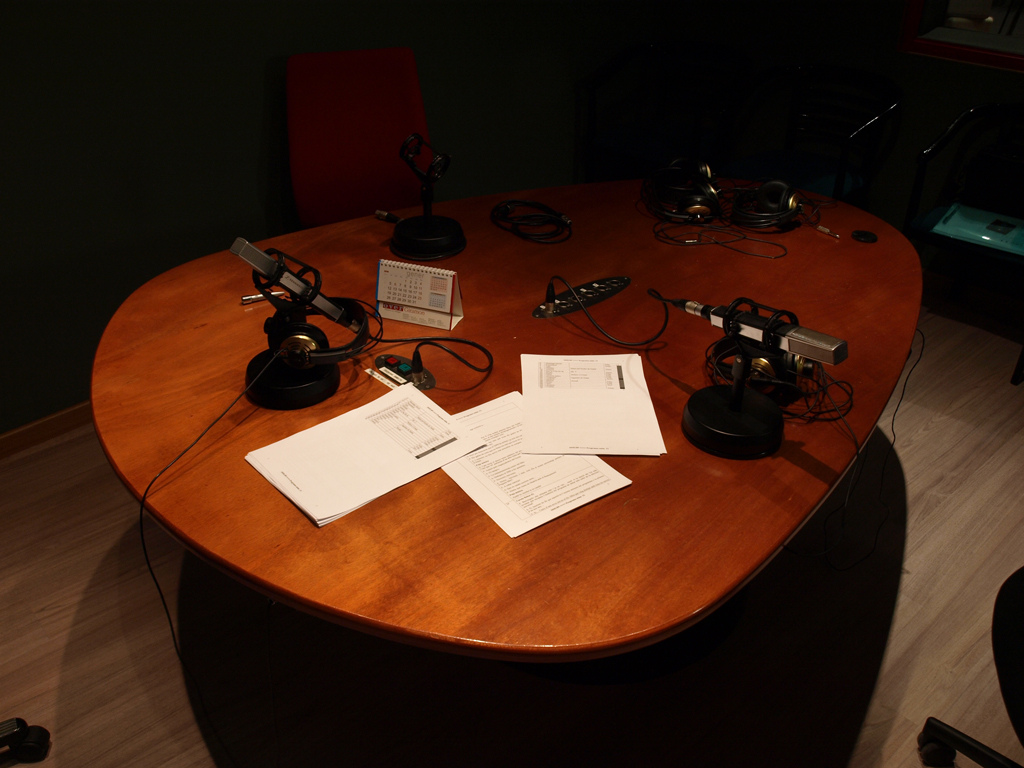
Estudi 3 de Ràdio Ciutat de Badalona

És la ràdio municipal de la ciutat de Badalona situada al barri de Morera. L'emissora té una cobertura local.
Ona Mar
És una ràdio local de la ciutat de Badalona situada al barri de Sant Antoni de Llefià. L'emissora té una cobertura local.
Ràdio Pomar
És una ràdio local de la ciutat de Badalona situada al barri de Pomar. L'emissora té una cobertura local.

## Digitals
Badalona Mèdia
És el Portal Web de Notícies de Badalona, fundat l'agost del 2023 per quatre joves, proporciona informació actualitzada sobre diversos temes a la ciutat de Badalona. Alguns dels temes que tracten són: 
Actualitat: Notícies rellevants sobre esdeveniments, activitats i fets a la ciutat. Esports: Cobertura d'esdeveniments esportius. Cultura: Informació sobre festivals, tradicions i esdeveniments culturals. Política: Notícies relacionades amb decisions polítiques.
Revista de Badalona
És una revista digital sobre actualitat badalonina realitzada per Nautilus Comunicació i Cultura concedida pel grup editorial Hermes Comunicacions durant l'any 2009 per temps indefinit.
Badanotis
És un mitjà independent d'informació badalonina creat per la periodista Clara Bayo el 2009. El diari digital compta des del 2012 també amb edició a la ciutat veïna Sant Adrià de Besòs.
Àrea Badalona
És un diari digital instal·lat a Sant Adrià del Besós que tracta notícies relacionades amb la societat badalonina.
Badaweb
És un portal d'internet bilingüe de noticíes de la ciutat de Badalona i d'anuncis locals. El portal és creació de l'empresa Local Network Media que tenen a la xarxa més portals donant cobertura a altres ciutats catalanes com Mataró, Vic i Granollers.
Revista Benna
És un portal d'internet amb seu a Badalona creat per David Ramon i especialitzat en música en català de cobertura local i autonòmica.